# Liste der Biografien/Kols
Liste der Biografien |
Portal Biografien |
Personensuche
# |
A |
B |
C |
D |
E |
F |
G |
H |
I |
J |
K |
L |
M |
N |
O |
P |
Q |
R |
S |
T |
U |
V |
W |
X |
Y |
Z |
?
 
Ka |
Kb |
Kc |
Kd |
Ke |
Kf |
Kg |
Kh |
Ki |
Kj |
Kl |
Km |
Kn |
Ko |
Kp |
Kr |
Ks |
Kt |
Ku |
Kv |
Kw |
Ky |
Kx |
Kz
 
Koa |
Kob |
Koc |
Kod |
Koe |
Kof |
Kog |
Koh |
Koi |
Koj |
Kok |
Kol |
Kom |
Kon |
Koo |
Kop |
Kor |
Kos |
Kot |
Kou |
Kov |
Kow |
Kox |
Koy |
Koz
 
Kola |
Kolb |
Kolc |
Kold |
Kole |
Kolf |
Kolg |
Kolh |
Koli |
Kolj |
Kolk |
Koll |
Kolm |
Koln |
Kolo |
Kolp |
Kolr |
Kols |
Kolt |
Kolu |
Kolv |
Kolw |
Koly |
Kolz
Die Liste der Biografien führt alle Personen auf, die in der deutschsprachigen Wikipedia einen Artikel haben. Dieses ist eine Teilliste mit 35 Einträgen von Personen, deren Namen mit den Buchstaben „Kols“ beginnt.

## Kols

### Kolsc
- Kölsch (* 1977), dänischer MusikerKölsch (* 1977)

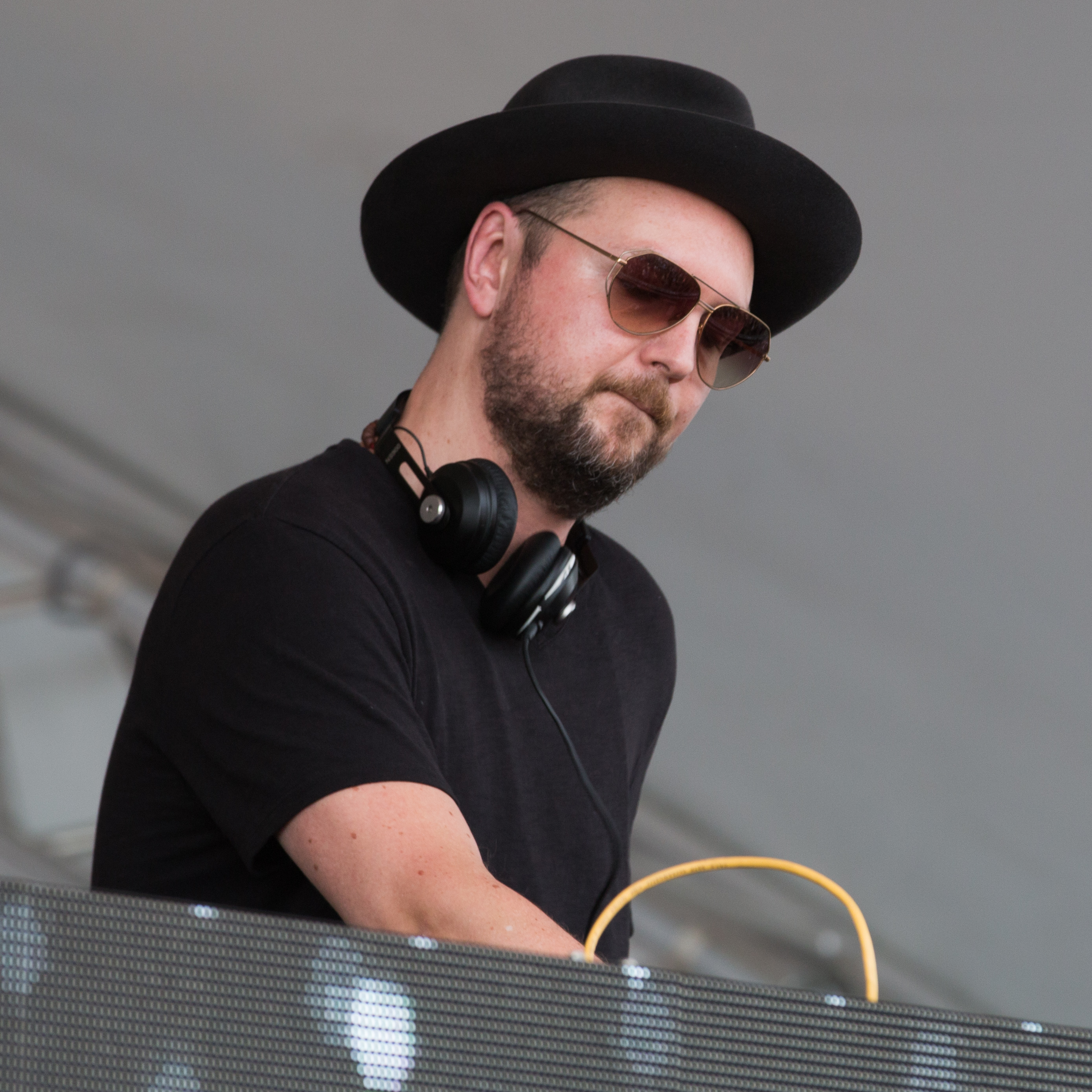
Kölsch (* 1977)

- Kölsch, Brigitte (* 1944), deutsche Politikerin (CDU), MdL
- Kölsch, Dirk-Peter (* 1969), deutscher Jazzschlagzeuger
- Kölsch, Eberhard (1944–2015), deutscher Diplomat
- Kölsch, Erhard, deutscher Schauspieler
- Kölsch, Gerhard (* 1964), deutscher Kunsthistoriker
- Kölsch, Janina (* 1991), deutsche Leichtathletin
- Kölsch, Jochen (* 1947), deutscher Fernsehjournalist, Medienmanager, Hochschullehrer
- Kölsch, Joseph (1888–1937), russlanddeutscher römisch-katholischer Geistlicher und Märtyrer
- Kölsch, Kurt (1904–1968), deutscher Politiker (NSDAP) und Schriftsteller
- Kölsch, Leopold (1870–1922), deutscher Kaufmann und Politiker (NLP), MdR
- Kölsch, Lucie (1919–1997), deutsche Politikerin (SPD), MdL
- Kölsch, Robert (1849–1926), bayerischer Sanitätsoffizier
- Kölsch, Stefan (* 1968), deutsch-amerikanisch-norwegischer Psychologe und Neurowissenschaftler
- Kölsch, Udo (1936–2019), deutscher Hörfunkjournalist
- Kölschbach, Joseph (1892–1947), deutscher Maler des Expressionismus
- Kolscher, Bernhard (1834–1868), deutscher Architekt
- Kolschitzky, Georg Franz (1640–1694), polnischer Geschäftsmann und DolmetscherGeorg Franz Kolschitzky (1640–1694)

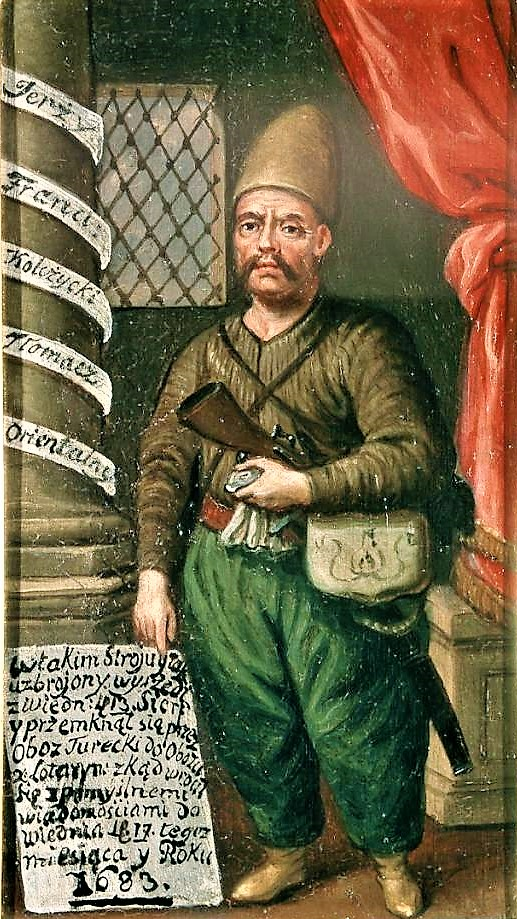
Georg Franz Kolschitzky (1640–1694)

### Kolse
- Kolsen, Helmut Max (* 1926), australischer Ökonom

### Kolsh
- Kolshorn, Else (1873–1962), deutsche Gewerkschafterin

### Kolsk
- Kolski, Jan Jakub (* 1956), polnischer Autor
- Kolský, Josef (1887–1973), tschechoslowakischer Politiker und Gewerkschafter
- Kolský, Karel (1914–1984), tschechoslowakischer Fußballspieler und -trainer

### Kolst
- Kolstad, Allen (1931–2008), US-amerikanischer Politiker
- Kolstad, Dag (* 1955), norwegischer Autor, Comicautor und Redakteur
- Kolstad, Dean (* 1968), kanadischer Eishockeyspieler
- Kolstad, Derek (* 1974), US-amerikanischer Drehbuchautor und Filmproduzent
- Kolstad, Eva (1918–1999), norwegische Politikerin, Mitglied des Storting
- Kolstad, Henki (1915–2008), norwegischer Film- und Theaterschauspieler sowie Regisseur
- Kolstad, Lasse (1922–2012), norwegischer Film- und Theaterschauspieler sowie Sänger
- Kolstad, Peder (1878–1932), norwegischer Politiker, Mitglied des Storting, Ministerpräsident
- Kolstad, Randi (1925–1999), norwegische Schauspielerin
- Kolster, Frederick A. (1883–1950), US-amerikanischer Radiopionier
- Kolster, Michaela (* 1964), deutsche Journalistin
- Kolstø, Fredrik (1860–1945), norwegischer Kunstmaler